# カステッロ・プラン

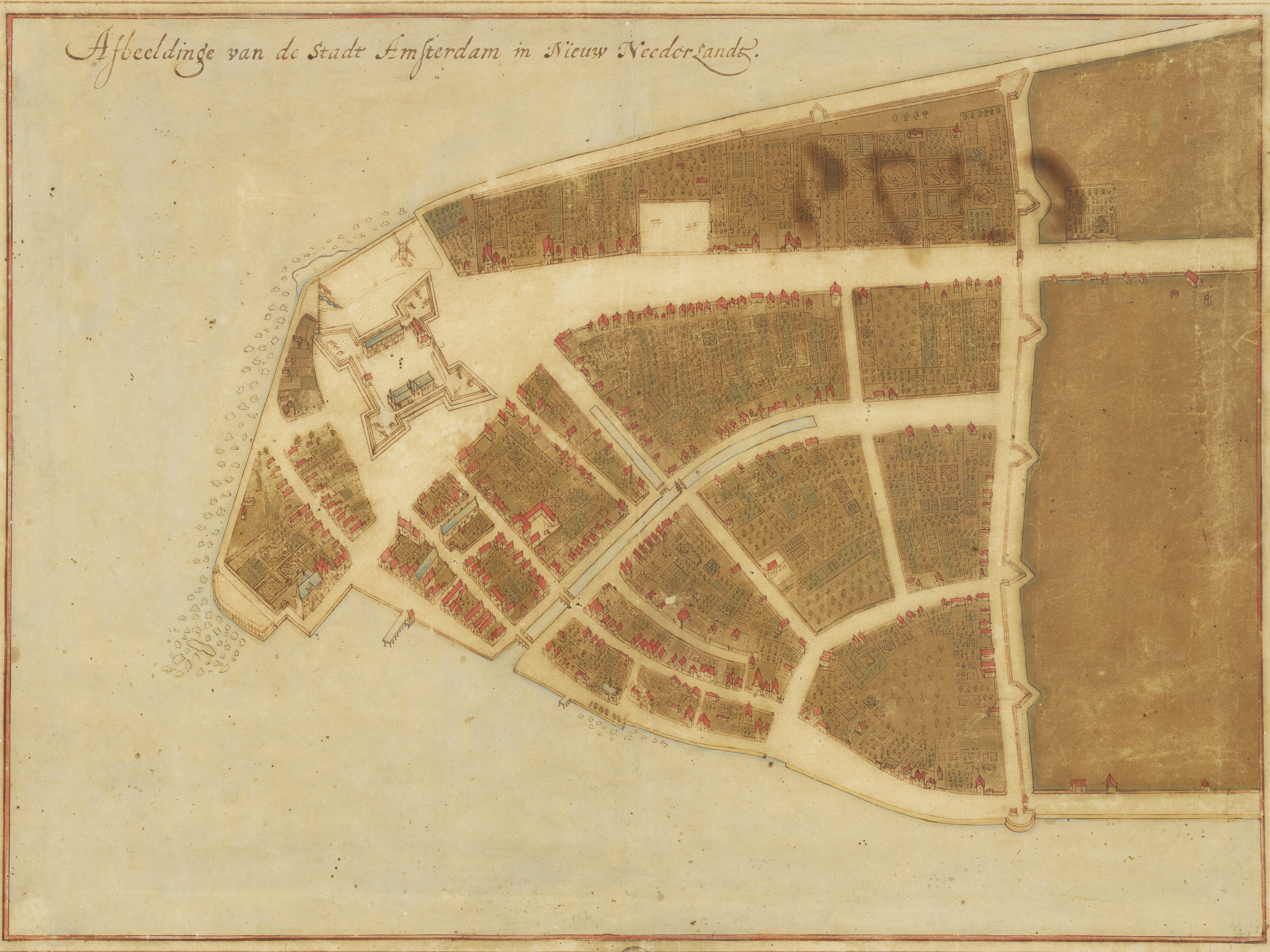
1660年に作成された地図原本。

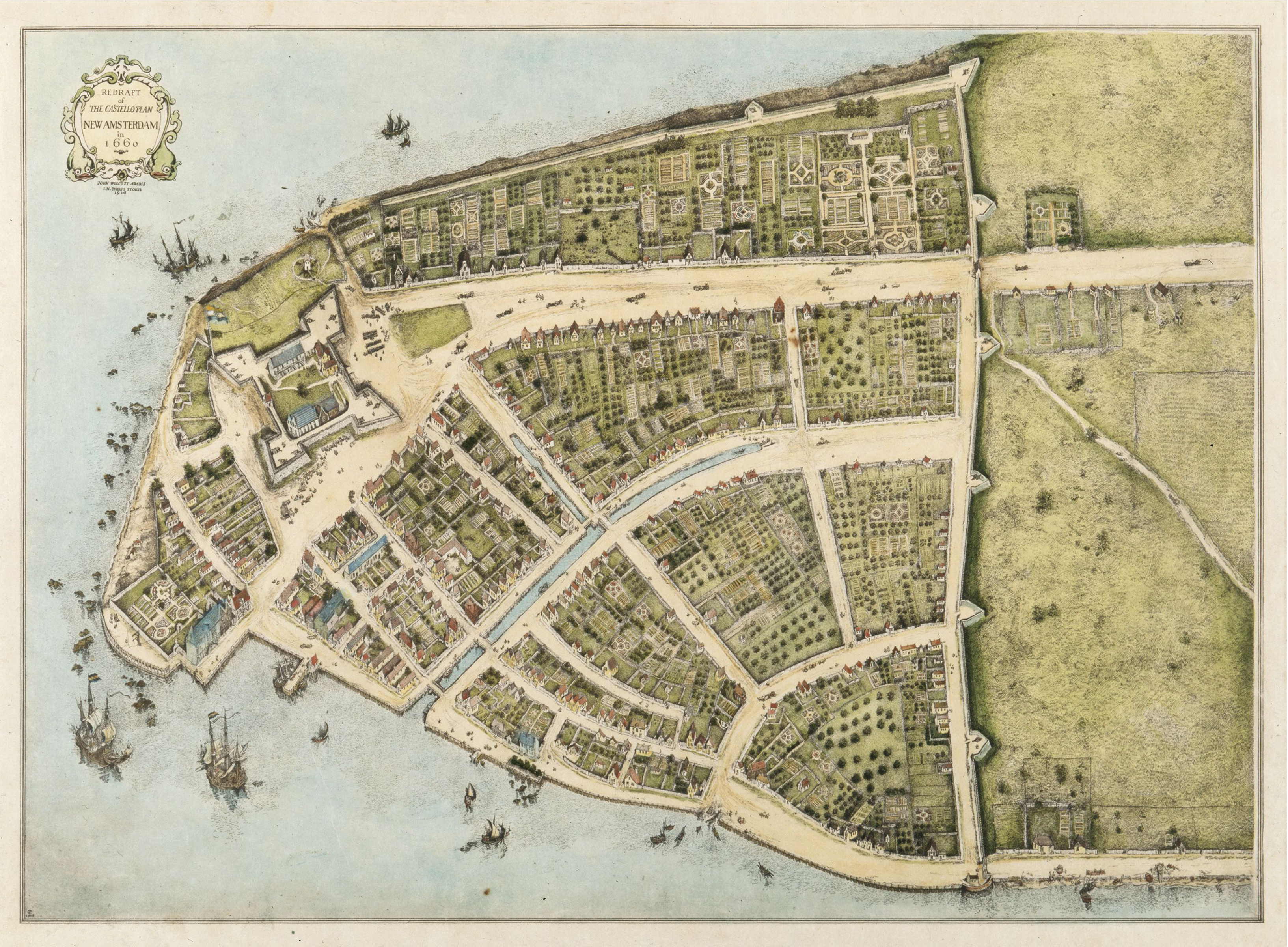
1660年のニューアムステルダムのカステロ・プランの再版。:en:John Wolcott Adamsおよび:en:Isaac Newton Phelps Stokesによって1916年に描きなおされた。

カステロ・プラン (Castello Plan) は、ロウアー・マンハッタンの初期の地図である。当時の呼び名でニューアムステルダム（後にイギリス植民地によってニューヨーク市と改名された）の測量技師であったen:Jacques Cortelyouによって1660年から作成された。
1667年頃、地図製作者en:Joan Blaeuがそのプランを手書きのニューアムステルダムの描写とともに地図帳として製本した。この地図帳はコジモ3世に売却された。このような取引はアムステルダムではよくあることだった。Blaeuがニューネーデルラントの地に立ったことがあるかは未だ確証されていない。
この地図帳はイタリアへと渡り、フィレンツェ近郊のVilla di Castelloで1900年に発見された。1916年に再版され、こうして現在の名前が付けられた。
これは、I. N. Phelps Stokesによる全6巻の調査マンハッタン島の図像 (en) の第2巻に広く収録されている。